# 壱岐国分郵便局
壱岐国分郵便局（いきこくぶゆうびんきょく）は長崎県壱岐市にある郵便局。民営化前の分類では集配特定郵便局であった（現在は集配機能を廃止）。

## 概要
住所：〒811-5732 長崎県壱岐市芦辺町国分東触768-2

## 沿革
- 1907年（明治40年）3月16日 - 国分郵便局（三等）として開局（初代局長：秋山 東）[1][2]。
- 1983年（昭和58年）4月18日 - 壱岐国分郵便局に改称。
- 2007年（平成19年）10月1日 - 民営化に伴い、併設された郵便事業新福岡支店壱岐国分集配センターに一部業務を移管。
- 2012年（平成24年）10月1日 - 日本郵便株式会社発足に伴い、郵便事業新福岡支店壱岐国分集配センターを壱岐国分郵便局に統合。
- 2016年（平成28年）2月22日 - 集配業務を 芦辺郵便局へ移管し、廃止。無集配局となる。

## 取扱内容
集配業務は行わず、窓口業務のみ行う。
- 郵便、印紙、ゆうパック、内容証明
- 貯金、為替、振替、振込、国債
- 生命保険、バイク自賠責保険
- 宝くじの販売
- ゆうちょ銀行ATM

## 周辺
- 壱岐警察署 那賀警察官駐在所
- 壱岐振興局（長崎県）衛生課・壱岐家畜保健衛生所
- 國片主神社
- 国分寺跡
- へそ石

## アクセス
- 芦辺港フェリーターミナルビルから南西へ約4.2km
- 郷ノ浦港フェリーターミナルビルから北へ約8.1km
- 壱岐交通バス 「国分」停留所下車
- 駐車場あり: 4台